# Mesochorus zonatus
Mesochorus zonatus är en stekelart som beskrevs av Dasch 1974. Mesochorus zonatus ingår i släktet Mesochorus och familjen brokparasitsteklar. Inga underarter finns listade i Catalogue of Life.